# Clematis clemensiae
Clematis clemensiae är en ranunkelväxtart som beskrevs av Hj. Eichl.. Clematis clemensiae ingår i släktet klematisar, och familjen ranunkelväxter. Inga underarter finns listade i Catalogue of Life.